# Настоящие мертвоеды
Настоящие мертвоеды (лат. Silphinae) — подсемейство жесткокрылых насекомых из семейства мертвоедов.

## Описание
Крупные жуки с чёрными надкрыльями. Кожистая мембрана по переднему краю наличника отсутствует. Обычно на надкрыльях имеется по три продольных киля, реже только одно ребро или они совсем не видны.

## Распространение
Представители подсемейства распространены на всех континентах, за исключением Антарктиды: 

Голарктика:
- Aclypea (11 видов)
- Necrodes (3 вида)
- Necrophila (18 видов)
- Oiceoptoma (10 видов)

Голарктика и Африка:
- Thanatophilus (24 вида)

Евразия:
- Dendroxena (2 вида)

Евразия и Африка:
- Silpha (26 видов)

Западная Неарктика:
- Heterosilpha (2 вида)

Юго-западная Неарктика и Неотропика:
- Oxelytrum (8 видов)

Австралия:
- Diamesus (2 вида)
- Ptomaphila (3 вида)

Африка — Канары:
- Heterotemna (3 вида)